# 越潟站
越潟站（日语：／ Koshinokata eki */?）是位於富山縣射水市堀岡新明神，屬於萬葉線的電車站。本站為「萬葉線」系統中新湊港線的起點站。站名取自放生津潟之古名「越之海」。

## 歷史
在1930年（昭和5年），越中鐵道（後來為富山地方鐵道射水線）堀岡至新湊東口（現時：東新湊站）之間延伸開通。為了增加使用人次，越中鐵道開設了另一間公司，名為越鐵運輸興業，新公司於車站北邊開設「越潟海灘」，該處設有餐廳吸引乘客前往。在戰時觀光需要一度衰退，在1948年起重回正軌。來自縣內各地的觀光客會前往此處，毎年觀光人次超越10萬人。當時在放生津潟該處設有遊船服務。
隨著建設富山新港，此站往富山一方，直至堀岡站之間的區間廢止。而此站至新湊區間由加越能鐵道接管，同時成為終點站。後來，萬葉線接管加越能鐵道的路線。
在2007年（平成19年）3月18日，改善了信號燈系統，使1輛電車進入此站後，後面的電車可行駛至中新湊站。同時，月台延長，使可容納兩架電車。但是，這個情況每年只有數日才會進行。

### 年表
- 1930年：

- 10月12日：越中鐵道堀岡至此站之間開通，此站啟用。
- 12月23日：此站至西越潟之間開業。

- 1943年1月1日：越中鐵道合併至富山地方鐵道，成為富山地方鐵道射水線車站。
- 1966年4月5日：隨著建設富山新港（日语：伏木富山港）築港工程，射水線分斷，包含此站部分射水線路段轉讓給加越能鐵道，成為新湊港線車站。
- 2002年4月1日：轉讓路線給萬葉線[3]。
- 2006年9月：北邊的路軌撤走，變成只有1面1線的月台。
- 2024年9月28日：可使用ICOCA及全國通用IC卡付款[4]。

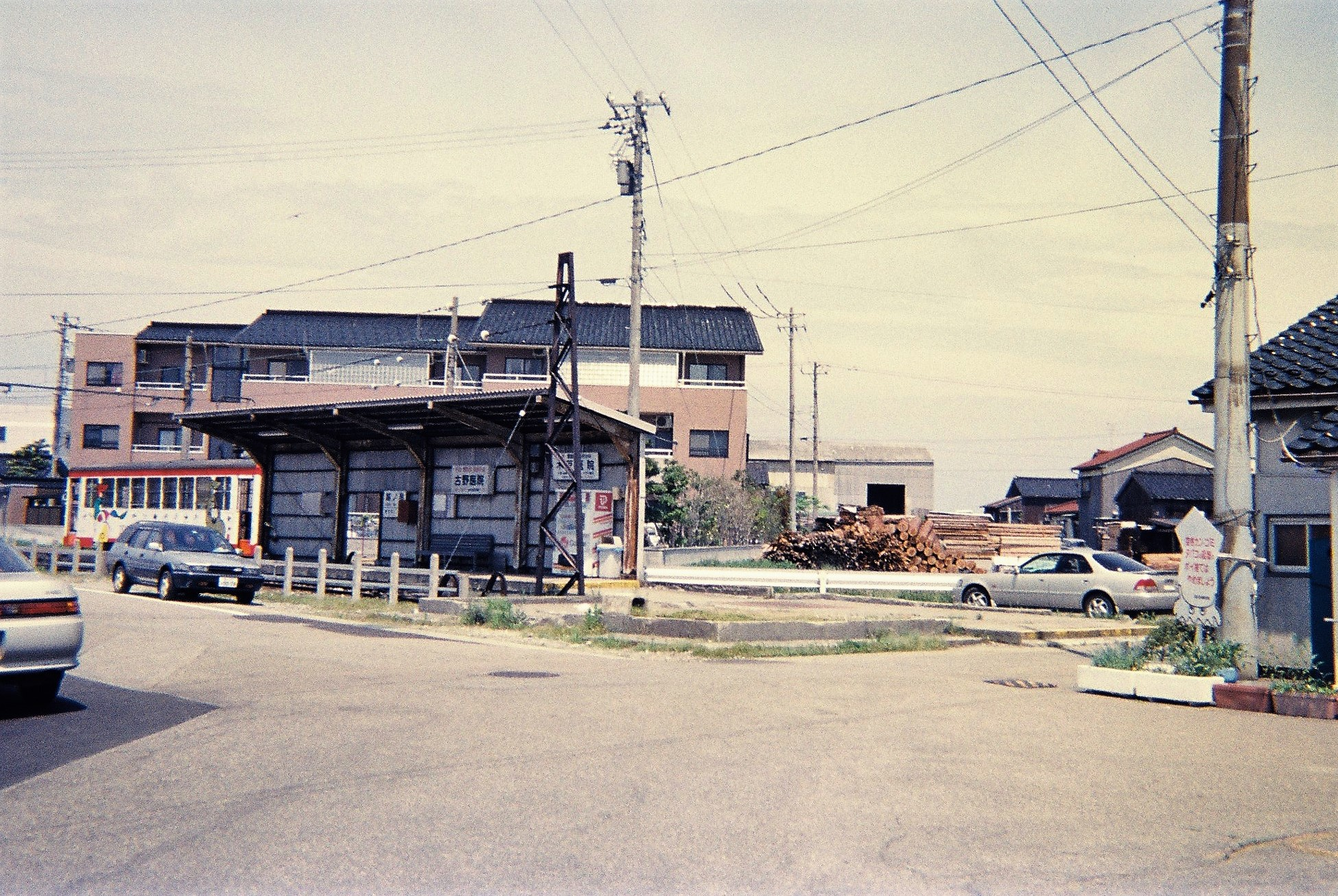
加越能鐵道時代的月台（1998年4月）

## 電車站構造
此站是地面車站，設有1面1線的單式月台。此站過去為設有2面2線的站車站，當時設有職員當值。

## 電車站周邊
- 富山縣營渡船（日语：富山県営渡船）

由於建設富山新港，使射水線分斷為兩部分，因此開設了渡輪航線連接對面岸的堀岡（新港東口）。
- 射水市社區巴士（日语：射水市コミュニティバス）
  - 1系統越潟巴士站。巴士站位於車站旁。
  - 17、18系統新湊大橋西棧橋口巴士站。巴士站位於愛之風長廊西邊停車場內。步行3分鐘。
- 新湊大橋愛之風長廊（自行車步行道）

西邊設有升降機出入口，距離車站約200米，步行3分鐘。另外，行車道入口（新湊大橋（西）路口）比較接近鄰站海王丸站。

## 相鄰電車站
萬葉線
■萬葉線（新湊港綫）
海王丸－越潟

### 曾經存在的路線
富山地方鐵道
射水線
越潟－堀切

## 外部連結
- 萬葉線越潟站上行 （页面存档备份，存于）時間表